# Marano di Valpolicella

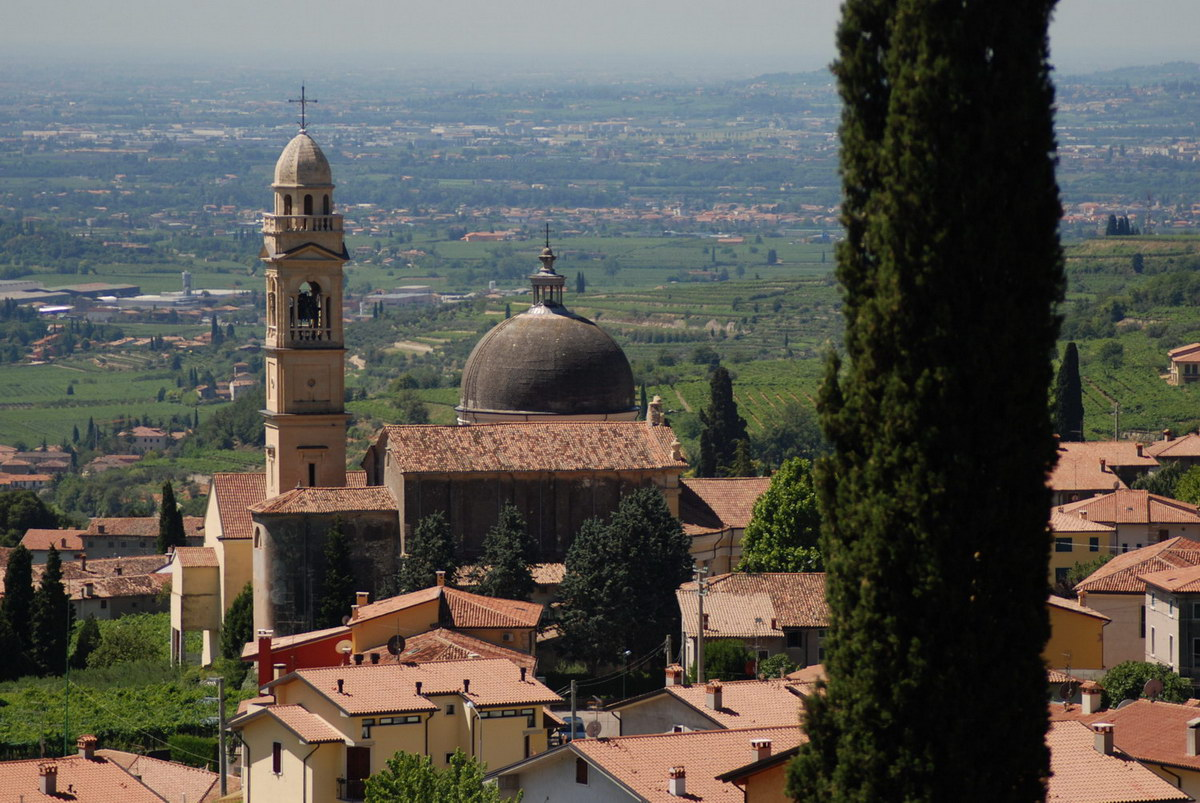
Blick auf Marano

Marano di Valpolicella ist eine nordostitalienische Gemeinde (comune) mit 3106 Einwohnern (Stand 31. Dezember 2023) in der Provinz Verona in Venetien am Parco naturale regionale della Lessinia. Die Gemeinde liegt etwa 14 Kilometer nordnordwestlich von Verona und ist Teil der Comunità montana della Lessinia.

## Gemeindepartnerschaft
Marano di Valpolicella unterhält eine Partnerschaft mit der rheinland-pfälzischen Ortsgemeinde Appenheim (Deutschland).

## Sehenswürdigkeiten
- Tempel der Minerva, archäologischer Fundplatz am Monte Castelon.